# Liste der Bodendenkmäler in Wörth an der Isar
Auf dieser Seite sind die Bodendenkmäler in der niederbayerischen Gemeinde Wörth an der Isar zusammengestellt. Diese Tabelle ist eine Teilliste der Liste der Bodendenkmäler in Bayern. Grundlage ist die Bayerische Denkmalliste, die auf Basis des Bayerischen Denkmalschutzgesetzes vom 1. Oktober 1973 erstmals erstellt wurde und seither durch das Bayerische Landesamt für Denkmalpflege geführt wird. Die folgenden Angaben ersetzen nicht die rechtsverbindliche Auskunft der Denkmalschutzbehörde.

## Bodendenkmäler der Gemeinde Wörth an der Isar

### Bodendenkmäler in der Gemarkung Wörth an der Isar
| Lage                         | Objekt | Akten-Nr.     | Bild |
| ---------------------------- | --- | ------------- | ---- |
| Wörth an der Isar (Standort) | Körpergräber vor- und frühgeschichtlicher Zeitstellung. | D-2-7340-0259 |      |
| Wörth an der Isar (Standort) | Siedlung vor- und frühgeschichtlicher Zeitstellung. | D-2-7340-0263 |      |
| Wörth an der Isar (Standort) | Siedlung und Körpergräber vor- und frühgeschichtlicher Zeitstellung. | D-2-7340-0264 |      |
| Wörth an der Isar (Standort) | Untertägige mittelalterliche und frühneuzeitliche Befunde im Bereich der katholischen Kirche St. Laurentius in Wörth an der Isar, darunter Spuren von Vorgängerbauten bzw. älteren Bauphasen. Siehe auch: St. Laurentius (Wörth)                  | D-2-7340-0322 |      |
| Wörth an der Isar (Standort) | Untertägige frühneuzeitliche Befunde im Bereich des Schlosses Wörth an der Isar mit zugehörigem Schlosspark, darunter die Spuren von Vorgängerbauten bzw. älteren Bauphasen und abgegangenen Gebäudeteilen. Siehe auch: Schloss Wörth an der Isar | D-2-7340-0323 |      |